# أناتولي راسكازوف
أناتولي إفانوفيتش راسكازوف (16 يناير 1941– 17 فبراير 2010)، مصور ورسام توضيحي ضمن عمال محطة كهرباء تشيرنوبيل السوفيتية. أول من صور كارثة تشيرنوبيل النووية عام 1986.

## النشأة
ولد أناتولي في 16 يناير 1941، في نوفويكوميتشين، كراسنوارميسك رايون، أوبلاست دونيتسك، أوكرانيا.

## توثيق كارثة تشيرنوبيل
في 26 فبراير 1986، صباح اليوم التالي للانصهار النووي، قامت سلطات المصنع الذين تجمعوا في مخبأ، بإرسال أناتولي ليقوم بتصوير ما يحدث، من خلال طائرة هليكوبتر. كان برفقة جنديان مدنيان من معهد أتومينيرجو موسكو للتدريب المتقدم. قام فيكتور بريوخانوف، مدير المصنع، بأمر أناتولي بالعودة إلي المخبأ، لالتقاط صور من الأرض، حيث قام بتصوير مجموعتين من الأفلام. تسبب الإشعاع في حرق مجموعة من الفيلم، وتضرر المجموعة الثانية قليلا. وثق أيضا قيام القوات الحكومية ببناء ناووس حول المفاعل بغرض التقليل من الضرر وخوفا من انتشار الإشعاع، معظم صورة لم يتم نشرها. إلا بعد سنوات في أحد الكتب بدون اعتماد.
عاني أناتولي من الحروق والقيء في وقت مبكر بعد الليلة الأولي، لقد أصيب بحروق إشعاعية في جبهته. استمر في عملة حول المفاعل خلال عملية علاجه من التسمم الإشعاعي، فأدي ذلك إلي تدمير صحته واصابته بأمراض الدم والسرطان.

## الموت
توفي أناتولي في 17 فبراير 2010، بعد معاناة لسنوات من أمراض السرطان والدم التي ألقى باللوم فيها على الإشعاع.

## وصلات خارجية
- زيارة داخل موقع تشيرنوبل عام 2016.
- الصورة: أناتولي راسكازوف أمام محطة تشيرنوبيل للطاقة النووية، قبل بضعة أشهر من وقوع الكارثة.